# Stonewall (Misisipi)
Stonewall es un pueblo del Condado de Clarke, Misisipi, Estados Unidos. Según el censo de 2000 tenía una población de 1.149 habitantes y una densidad de población de 168.0 hab/km².

## Demografía
Según el censo de 2000, había 1.149 personas, 461 hogares y 319 familias residiendo en la localidad. La densidad de población era de 168,0 hab./km². Había 542 viviendas con una densidad media de 79,3 viviendas/km². El 75,37% de los habitantes eran blancos, el 23,67% afroamericanos, el 0,52% amerindios, el 0,09% de otras razas y el 0,35% pertenecía a dos o más razas. El 0,44% de la población eran hispanos o latinos de cualquier raza.
Según el censo, de los 461 hogares en el 30,8% había menores de 18 años, el 48,6% pertenecía a parejas casadas, el 16,7% tenía a una mujer como cabeza de familia y el 30,6% no eran familias. El 27,8% de los hogares estaba compuesto por un único individuo y el 11,5% pertenecía a alguien mayor de 65 años viviendo solo. El tamaño promedio de los hogares era de 2,49 personas y el de las familias de 3,05.
La población estaba distribuida en un 27,2% de habitantes menores de 18 años, un 9,0% entre 18 y 24 años, un 26,5% de 25 a 44, un 22,9% de 45 a 64 y un 14,4% de 65 años o mayores. La media de edad era 35 años. Por cada 100 mujeres había 93,8 hombres. Por cada 100 mujeres de 18 años o más, había 87,0 hombres.
Los ingresos medios por hogar en la localidad eran de 23.125 dólares ($) y los ingresos medios por familia eran 31.172 $. Los hombres tenían unos ingresos medios de 26.477 $ frente a los 22.404 $ para las mujeres. La renta per cápita para la ciudad era de 12.930 $. El 23,8% de la población y el 18,3% de las familias estaban por debajo del umbral de pobreza. El 34,6% de los menores de 18 años y el 16,0% de los habitantes de 65 años o más vivían por debajo del umbral de pobreza.

## Geografía
Según la Oficina del Censo de los Estados Unidos, la localidad tiene un área total de 6,9 km², todos ellos correspondientes a tierra firme.